# Liste des romans de la collection Signe de piste
Cette page recense la liste de tous les romans publiés par la collection Signe de Piste sous ses différentes appellations depuis sa création en 1937 tous éditeurs confondus. Elle comporte aussi la liste de différentes collections sœurs dérivées et dont des romans seront aussi édités ou réédités dans les collections Signe de Piste et inversement.

## Première collection (1937-1971)
À l'origine, en 1937, les romans de la collection initiale ne sont pas numérotés. La numérotation débute au début de 1950 avec l'attribution des n°37 et 38 à des volumes qui seront très vite renumérotés 39 et 40 alors que quarante volumes étaient déjà publiés, ce qui créa postérieurement deux numéros doubles (26 et 26bis ainsi que 31 et 31bis). Par ailleurs, les 38 premiers numéros ne tiennent pas compte de l'ordre de parution chronologique. L'ordre réel de parution est inscrit sur la liste avant la date d'édition. 
Par la suite, de 1958 à 1964, six numéros doubles seront ajoutés à la liste  (n°14bis, 16bis, 17bis, 20bis, 23bis et 30bis) et deux rééditions se verront attribuer un second numéro en 1961 (n°147, remanié par rapport à l'original, et 150), portant le total des titres à 206 (208 si l'on dissocie Fort Carillon, réédité en deux parties).  

## Collection Safari Signe de Piste 1971-1975
À partir de 1971, la collection prend le nom de Safari Signe de piste (SSDP) avec un nouveau logo et la collection repart au n°1.

## Collection Nouveau Signe de Piste 1975-1984
À partir de 1975, la collection, qui est passée chez EPI, prend le nom de Nouveau Signe de de Piste (NSDP), avec un logo légèrement modifié et la numérotation repart au numéro 1 jusqu’au numéro 125. Elle est ensuite publiée par les Editions Universitaires, qui conservent le nom "Nouveau Signe de Piste" pour les premiers qu'il éditeront et changeront le nom pour reprendre "Signe de Piste" à partir du numéro 126.

## Collection Signe de Piste 1985-1989
Les  Editions Universitaires conserveront "Nouveau Signe de piste" jusqu’au numéro 125, mais à partir du n°126 en 1985 la collection redevient Signe de Piste tout en gardant la numérotation de la collection Nouveau Signe de Piste. La présentation change aussi : Le logo disparait de la couverture et "Signe de Piste" apparait en gros en tête de couverture.
Depuis 1986 la collection conserve le nom "Signe de Piste" avec différentes présentations et des logos plusieurs fois remaniés.
Dans cette période des albums non numérotés sont édités par les Éditions Signe de Piste sauf le premier par les Éditions Universitaires.

## Collections sœurs et associées
Avec son succès des collections sœurs vont apparaitre chez Alsatia avec différents noms tel que "Signe de Piste Junior" (initialement appelée Collection Prince Eric) qui cible un public plus jeune, "Rubans Noirs" qui cible un public plus âgé, la "Collection Joyeuse" plus féminine qui s’adresse aux guides, ou encore les recueils "La Fusée" régulièrement édités sous les différentes appellations de la collection, jusqu'à la collection Nouveau Signe de Piste chez l'éditeur EPI. Des romans de ces différentes collections sœurs seront réédités dans les collections Signe de Piste.

## Sources
Pour créer certaines listes, plusieurs listes ont été recoupées et le plus souvent vérifiées en recherchant les descriptions de romans vendus neufs et d'occasion sur différents sites marchand.
- Charline Avrillault, « Signe de Piste » : histoire et analyse d’une collection octogénaire de romans scouts (1937-2020) (Mémoire de Master 2), Université de Lyon - Université Lumière Lyon 2, 2020 (présentation en ligne, lire en ligne)
- « P. Joubert  Site Officiel » (consulté le 19 octobre 2022)
- « nooSFere » (consulté le 19 octobre 2022)
- « Signe de Piste » (consulté le 19 octobre 2022)
- « Le Signe de Piste », sur adrenaline1.pagesperso-orange.fr (consulté le 2 décembre 2022)
- « BnF Catalogue général », sur catalogue.bnf.fr (consulté le 20 décembre 2022)
- « Le site du roman scout : Signe de Piste, Prince Eric, Jamboree, Totem, Licorne, Défi... », sur www.romans-scouts.com (consulté le 20 décembre 2022)